# 곤명중학교
곤명중학교(昆明中學校)는 대한민국 경상남도 사천시 곤명면 송림리에 있는 사립 중학교이다.

## 학교 연혁
- 1966년 11월 19일 : 학교법인 연세학원 설립(설립자 연학상)
- 1966년 12월 19일 : 곤명중학교 인가(6학급)
- 1967년 3월 2일 : 개교(곤명면 정곡리 164번지)
- 1968년 2월 28일 : 6개 교실 증축 (총 16교실 완공)
- 1994년 4월 1일 : 학칙변경 송림리 87번지로 이전 (현 위치, 구 곤명초등)
- 1999년 12월 30일 : 7개 교실 증축 및 운동장 확장 (총 12교실 부속실 6실. 9,684m2, 운동장 약 7,000m2)
- 2021년 5월 17일 : 제18대 이사장 연점이 취임
- 2023년 1월 3일 : 제54회 졸업(총 5,029명)
- 2023년 3월 1일 : 제11대 교장 안세환 취임

## 참고 자료
- 곤명중학교 - 한국교육학술정보원 학교알리미